# Jean-Ernest de Nassau-Siegen
Jean-Ernest de Nassau-Siegen ou Hans Ernst (Dillenbourg, 21 octobre 1582 - Udine, le 27 septembre 1617) est un général de la guerre de Gradisca.

## Famille
Jean-Ernest est le fils aîné de Jean VII de Nassau-Siegen et de sa première épouse, Madeleine de Waldeck. Grâce à son oncle, Guillaume-Louis de Nassau-Dillenbourg, il peut rejoindre l'armée néerlandaise. Il réussit à se démarquer dans l'armée des États, de sorte qu'il devient le commandant d'un régiment et il est nommé commandant en second au cours de la guerre de Succession de Juliers.
Cependant, ses ambitions sont interrompues après la signature de la trêve de Douze ans, et le Traité de Xanten, qui termine la guerre dans la région.

## La guerre déclarée
En 1616, la république de Venise déclare la guerre à l'archiduc de Styrie et de l'Autriche intérieure. Dès le début, Venise adresse aux Pays-Bas une demande de soutien, que ce soit en argent, en troupes ou en navires. Le transport de marchandises à travers les Alpes est refusé à Venise pendant des années. Jean Ernest sert à la fin septembre 1616 lorsque le résident Suriano et obtient un contrat pour six mois. La préparation dure un mois, mais les armateurs d'Amsterdam font valoir des demandes excessives sur la location de douze navires, de sorte Jean Ernest est parti à Enkhuizen et à Rotterdam. En novembre tous les navires sont prêts, mais en partie à cause de la diminution des vents et des tempêtes, les navires ne pouvaient pas partir avant trois mois.
Pendant ce temps, la mutinerie éclate sur les navires à Schiedam. Jean Ernest a de sérieux problèmes avec le paiement d'une avance sur la rémunération à compter de la date de nomination et non à partir de la date de sortie. Les habitants de Texel demandent de l'argent pour tous les marins qui sont logés par la population de l'île. Jean Ernest perd son courage, les Vénitiens ne payant que lorsque les soldats arrivent. 
Les capitaines cachent des réserves de nourriture pour une période de trois mois et après une courte période de temps, les marins ont déjà consommé 2,5 mois de fournitures. Les propriétaires de navires augmentent les créances sur Jean Ernest. Il semble qu'ils n'obtiennent pas les bénéfices qu'ils avaient escompté, et ils menacent de partir. Le terrible ennui et la rumeur que la république de Venise est sur le point de négocier la paix, mais aussi la maladie, la cherté, et luttes religieuses jouent un rôle désastreux. Les troupes quittent le Texel le 2 mars, un navire s'échoue au large de la côte, le reste arrive le 4 avril, dans la lagune de Venise. Jean Ernest reçoit le rang et le titre de général par le Doge de Venise, Giovanni Bembo.
Jean-Ernest de Nassau vient avec ses 3 100 hommes, notamment son frère Guillaume de Nassau-Hilchenbach et Joachim-Ernest de Schleswig-Holstein-Sonderbourg-Plön, de Gradisca d'Isonzo, une petite mais puissante ville Habsbourg dans le comté de Gorizia et Gradisca, sur la Rivière Isonzo. Durant les 18 derniers mois, la ville a été dans les mains des vénitiens, sous le commandement de Giovanni de Medici. Initialement, les deux forts ennemis sont pris par les hollandais, mais en raison de dissensions, Jean-Ernest de Nassau demande sa démission à la fin juillet. Le prince Maurice a insisté, cependant, pour rester à son poste.
Puis, le 26 septembre 1617, la paix de Madrid est conclue et, le siège est abandonné.

## Mort
Jean Ernest ayant contracté la dysenterie, meurt à Udine. Son corps est embaumé, mais les autorités ecclésiastiques ne donnent pas la permission de l'enterrer sur place. Son fond Protestante est trop fort, en fait, même si Jean Ernest veut être enterré à Arnhem, il semble avoir été enterré à Siegen. Peu de temps avant sa mort, il ordonne aux propriétaires de payer les dettes et le montant restant de près de 80 000 florins.